# Chilothorax albosetosus
Chilothorax albosetosus är en skalbaggsart som beskrevs av Riccardo Pittino 1995. Chilothorax albosetosus ingår i släktet Chilothorax och familjen Aphodiidae. Inga underarter finns listade i Catalogue of Life.